# Arno Funke
Arno Martin Franz Funke (Berlin, 1950. március 14. –) szerző, grafikus és DJ-ként él Németországban. 1988-tól több robbantással való zsarolásáról híresült melyeket Dagobert álnéven hajtott végre. Dagobert zsarolási szériája a leghosszabb és legszembetűnőbb zsarolási eset lett a német bűnügyi történelemben. Funke akciói mindig színes fantáziáról, jó technikai készségeiről, taktikai óvatosságáról és a személyi sérülések elkerülésére tett (sikertelen) erőfeszítéseiről tanúskodtak. Ezek a jegyek egyfajta népi hőssé avatták Funkét abban az időszakban, egészen 1994-es lebukásáig.
Apja kora gyermekkorában elhagyta a családot, a fiú két lánytestvérével jórészt Berlin-Rudowban és Neuköllnben nőtt fel. Az iskolát inkább csak kerülte, már gyermekkorában is inkább a festészettel foglalkozott. Megszakított fotós képzése után, 1969-ben Funke reklámtábla-készítőként végzett szakmai gyakorlatot. 1980-ig gyakran váltogatta munkahelyeit, dolgozott táblafesőként, DJ-ként, sofőrként és építőipari segédmunkásként is.
Újra és újra kreatív szakmákban próbálta ki magát,  1976 és 1977 között részmunkaidőben sajtófotósként is dolgozott. 1980 és 1993 között szabadúszó festőként és fotósként próbált érvényesülni, megpróbált néhány kiállításon is megjelenni a műveivel,de ezek a próbálkozások nem hozták el az áhított áttörést. Mivel a művészetekből nem tudott megélni, Funke teljes munkaidőben festőként dolgozott egy autójavító műhelyben.
A festés során a Funke évekig inhalálta az oldószereket. Az ebből fakadó agyi károsodás identitási válsághoz és magánéleti problémákhoz vezetett nála. Festményeiben jól tükröződött rejtett depressziója, melyet alkoholba fojtott, és folyton úszott az adósságban.

## Az első robbantás
1988. május 10-én a nyugat-berlini KaDeWe áruházat, már jócskán a zárás után, 23.15-kor robbanás rázta meg. Személyi sérülés ugyan nem történt, de az anyagi kár meghaladta a negyed millió márkát. A robbanás után nem sokkal jelentkezett a zsaroló, és fél milliót követelt az áruháztól, hogy a további robbantásoktól eltekintsen, és az összeget minden esetleges áldozat egy millióval emelte volna.
A pénzt – melyet a KaDeWe vezetése azonnal a rendőrség rendelkezésére bocsátott – egy vonatról kellett kidobni. A zsaroló egy rádióvevőt hagyott a vonaton, azon keresztül irányította az átadást. Habár a rendőrség a vonat útját járőrökkel biztosította, a zsaroló gyorsabb volt náluk, és időben meglépett előlük a pénzzel. Menekülésének néhány – az elhagyott raktáraknál gördeszkázó – srác szemtanúja volt, velük a rendőrség fantomképet készített. Egy nappal később a rendőrség ellenőrizte a környékbeli boltokat és műhelyeket, hogy a fantomképet felismeri e valaki.
Ez időben Funke egy autóműhelyben dolgozott lakkozóként – csak évekkel később érett meg benne a felismerés, hogy az itt – a rosszul szellőző műhelyekben belélegzett lakk jelentősen rásegített depressziójára. Ebben a műhelyben is járt a rendőrség, főnöke bár felismerte a fantomképről, de nem buktatta le. Talán nem véletlen, hogy Funke vele együtt lépett le a Fülöp-szigetekre, élvezni a félmillióból megvásárolható gondtalan életet. Berlinbe már egy Fülöp-szigetekről származó lánnyal, feleségével tért haza, és bérelt ki egy kétszobás lakást, ahol a fia született. Feleségének fogalma sem volt, hogy Funke miből finanszírozza az életüket.
Saját bevallása szerint amikor már csak százezer márkája maradt a pénzéből, kezdett el gondolkozni a „hogyan tovább”-on. Kibérelt egy műhelyt, és újabb bomba – bombák építésébe kezdett – ezúttal a Karstadt áruházláncot szemelte ki magának „ügyfélnek”.

## A hamburgi Karstadt
A következő bombája a hamburgi Karstadt porcelánosztályán robbant, nem sokkal éjfél után, 1992 júniusában. A merényletben senki nem sérült meg, de az anyagi kár jelentős volt. Egymilliót követelt az áruházlánctól, hogy felhagyjon káros passziójával. A fizetési hajlandóságát a társaságnak a „Hamburger Abendsblatt” társasági rovatában feladott hirdetéssel kellett jeleznie. A rendőrség azonnal összekötötte a hamburgi esetet a négy évvel korábbi berlini robbantással, és levonták a következtetést, hogy Dagobert sorozat-elkövető.
Gyorsan kikövetkeztették, hogy a pénzátadás ismét valahogy vonattal fog történni, és igazuk is lett. Két héttel később jelentkezett a zsaroló, és a rendőröket egy vasúti csomagmegőrzőhöz küldte a pénzzel. Ott egy rafinált , az oldalát kioldó dobozt találtak időzítőszerkezettel, amit a Hamburgból Berlinbe tartó vonat oldalára kellett rögzíteniük. 1992. augusztus 14-én 16.40-kor az Intercity kifutott a pályaudvarról, a különös csomaggal az utolsó kocsi oldalán.
A rendőrség az időzítő alapján kikövetkeztette, hogy az „átadás” helyszíne Hamburgtól 100 kilométerre várható, így a helyszínt nagy erőkkel biztosította és a vonat utolsó kocsiját is megszállták a rendőrök. Azzal nem számoltak, hogy Dagobert hülyére vette őket, és az időzítőszerkezet csak figyelemelterelés volt. Valójában egy mezei kisautó-távirányítóval tudta leoldani a csomagot a vonatról, amit a számított helyszínnél jóval korábban meg is tett. Mire a meglepett nyomozók megállították a vonatot és visszarohantak a helyszínre, Dagobert kerékpárjával már meglépett onnan.
Sikerének nem sokáig örülhetett, mivel miután kicsomagolta a „küldeményt” rájött, hogy a rendőrség átejtette, és néhány valódi (fedő)ezresért és egy csomag papírfecniért vitte vásárra az irháját. A hamburgi rendőrség rizikós akcióba kezdett: a zsaroló nem kaphat pénzt. Egyszer már fizettek Dagobertnek, és nem akarták, hogy pár év múlva, ha ismét kifogy a pénzéből, megint a jól bejáratott „kasszához” fáradjon. Dagobert persze dühös lett az átverés miatt, úgy vélte, hogy nem volt elég nyomatékos a figyelmeztetése, kissé erőteljesebben kell „fogalmaznia”.

## A brémai Karstadt
A brémai Karstadt egy új építésű áruház volt, melynek szinte egy egész szintje repült a levegőbe 1992. szeptember 9-én. A gyújtóbomba robbanása után fellobbanó tűz aktiválta az áruház tűzoltórendszerét, a kizúduló oltóvíz pedig csak tetézte a kárt, ami így elérte a hatmillió márkát. Egy héttel később a hannoveri Kaufhausban egy liftben robbantott egy bombát, nyitáskor.
A rendőrség felállított egy profilt Dagobertről, mely szerint a komoly bűnözői hajlam esetében magas intelligenciával és komoly műszaki ismeretekkel is párosult. Funke úr, saját bevallása szerint az iskola helyett leginkább a könyvtárban töltötte gyerekkorát, az ismereteit ekkor szedte össze. A profilból – melynek felállításában pszichológusok is részt vettek – kiderült, hogy Dagobert robbantásai során igyekszik elkerülni az emberi áldozatokat.
Feltételezték, hogy a zsaroló kitart a pénzátadás helyszíneként a berlini vasút mellett, ezért nagy erőkkel feltérképezték azt, és azonosítottak 1500 lehetséges pénzátadási helyszínt. Minden mozdítható erőt a vasútra koncentráltak, a mozgó vonatról való pénzátadás volt ugyanis az egyetlen állandó momentuma az eseteknek.

## A csapda

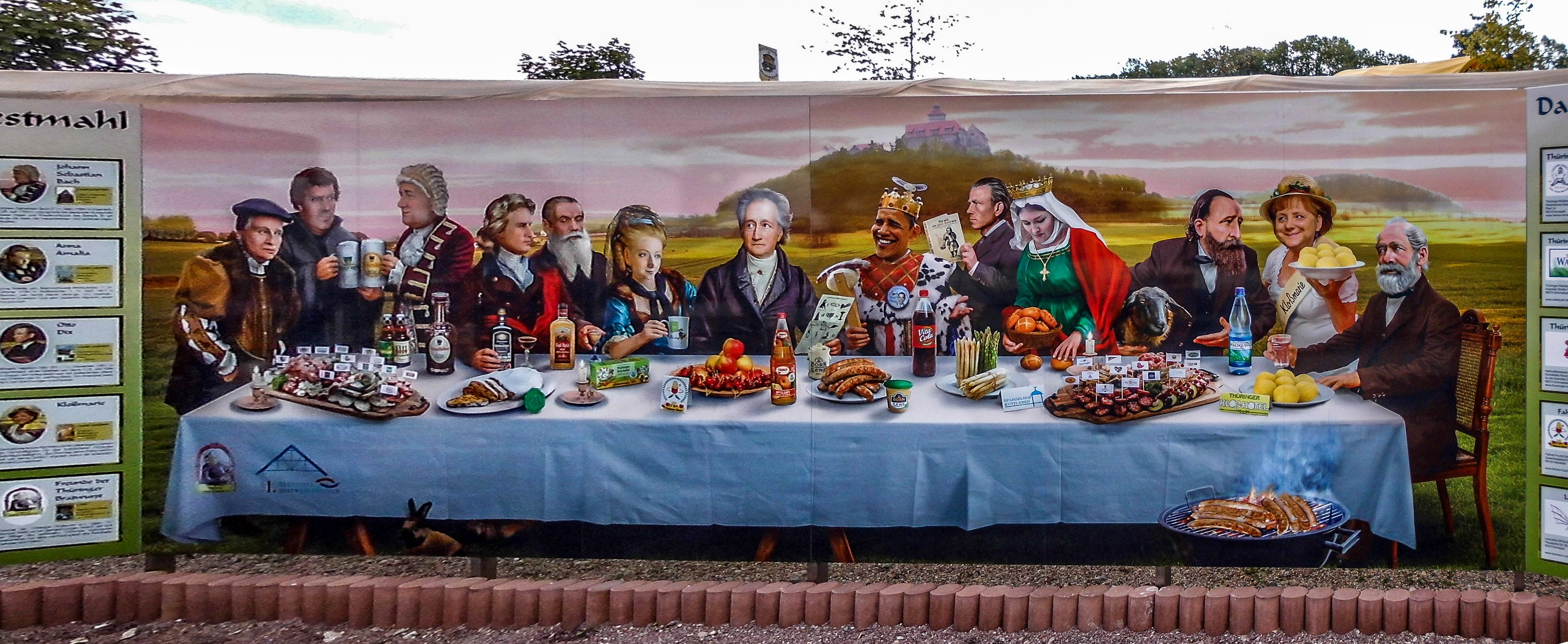
Arno Funke egyik képe

1992. október 29-én Dagobert besétált a rendőrség állította csapdába, és az egyik azonosított helyszínre Berlin-Charlottenburg-ba tekert biciklijével, hogy ott dobassa le a vonatról a pénzt. Jó érzékkel viszont ráérzett a kelepcére. Amikor észrevette, hogy a rendőrök, akik azonosították őt, feléje rohannak, kerékpárjával gyorsított. Az egyik rendőr, aki tényleg közel járt ahhoz, hogy szó szoros értelemben elkapja a zsarolót, elcsúszott egy sáros levélkupacon, és elvétette a menekülő Dagobertet. A német Bild Zeitung másnapi főcíme „a rendőr, Dagobert üldözése közben elcsúszott a kutyaszaron”  nem tett jót a rendőrség egyébként is ez ügyben rendesen megtépázott renoméjának, és a sajtóval való kapcsolatuk sem virágzott fel.
Ezzel szemben Dagobert lassan egyfajta modern Robin Hood-dá lépett elő a közvélemény szemében. A Das! című közéleti műsor közvélemény-kutatása szerint a nézők 61%-ának bírta a szimpátiáját, ilyen vélemények mellett: „jó csóka, nekem tetszik”, „egyszerűen érdekes, hogy mindig összejön neki”, „persze ez illegális, amit csinál, de az is nyilvánvaló, hogy egy kicsit más, amit csinál”, „amíg ez csak a pénzről szól, én megértem”.

## A láda
A következő pénzátadásra a rendőröket egy dél-berlini parkolóba invitálta, ahol egy – az utak csúszásmentesítéséhez használt kavicsot tároló lakattal lezárt ládához irányította őket. A rendőröket a helyszín persze meglepte, hiszen ezt megelőző tucatnyi pénzátadás mindig a vasút környékén történt.
Persze a rendőrök készültek, mozgásérzékelőt applikáltak a csomagba, ami annak mozgására a rendőröknél jelzett. Miután a lakatot visszazárták, visszaültek a kocsiba, figyelték a mozgásérzékelőt és a helyszínt, sok más kollégájukkal együtt. A mozgásérzékelő pár óra múlva jelzett, de a rendőrök csak műszaki zavarra gyanakodtak, mivel senkit nem láttak a helyszínen.
Amit a nyomozók nem tudhattak ekkor még, hogy a láda vékony betonozott alja alatt egy nyitott csatornanyílás volt, ráadásul Dagobert bemikrofonozta a fadobozt. Miután meggyőződött arról, hogy a rendőrök elhagyták és lezárták a dobozt, átütötte a betont és felmászott a dobozba a csatornából. Miután kibontotta a csomagot és látta, hogy megint csak papírlapokkal tömték ki azt pénz helyett, otthagyta azt, és elballagott a helyszínről a csatornán keresztül. 
Ebben az időszakban egyre több találgatás látott napvilágot, hogy a zsaroló maga is rendőr, és így tudja elkerülni kollégái megtisztelő figyelmét. 

## A telefonfigyelés
A rendőrség is stratégiát váltott. Dagobert utcai telefonról hívta őket, hogy egy számítógéppel eltorzított hangfelvétel lejátszásával közölje velük a következő átadás feltételeit. 1993. június 30-án várták a zsaroló következő hívását. Berlinben ebben az időben nagyjából 9000 utcai telefon volt. Ennyi készülék figyelésére a rendőrségnek nem volt kapacitása, ezért a város nyugati felére koncentráltak, mert a zsaroló eddigi összes hívása innen érkezett.
3000 rendőrt küldtek az utcákra, hogy figyelemmel tartsák ezeket a nyugati telefonokat. Ezúttal persze Dagobert hívása a város keleti feléből érkezett, mely tény ismét jelentősen emelte a rendőrök frusztrációját. 1993. december 6-án egy berlini bevásárlóközpontban robbant a következő bomba, egy liftben, nyitáskor.
A Karstadt vezetősége részéről komolyan megkérdőjeleződött a rendőrségi „nem fizetünk” akció létjogosultsága, tartottak attól, hogy egy esetleges személyi sérüléssel járó robbantás után rájuk irányulhat a közvélemény haragja. Ezt a feltételezésüket megerősítette a zsaroló következő, a rendőrségnek címzett levele „Valószínűleg a rendőrségi pszichológusok feltételezik, hogy nem vagyok képes embert ölni. Az ellenkezőjét fogom bizonyítani!”

## A sínfutó

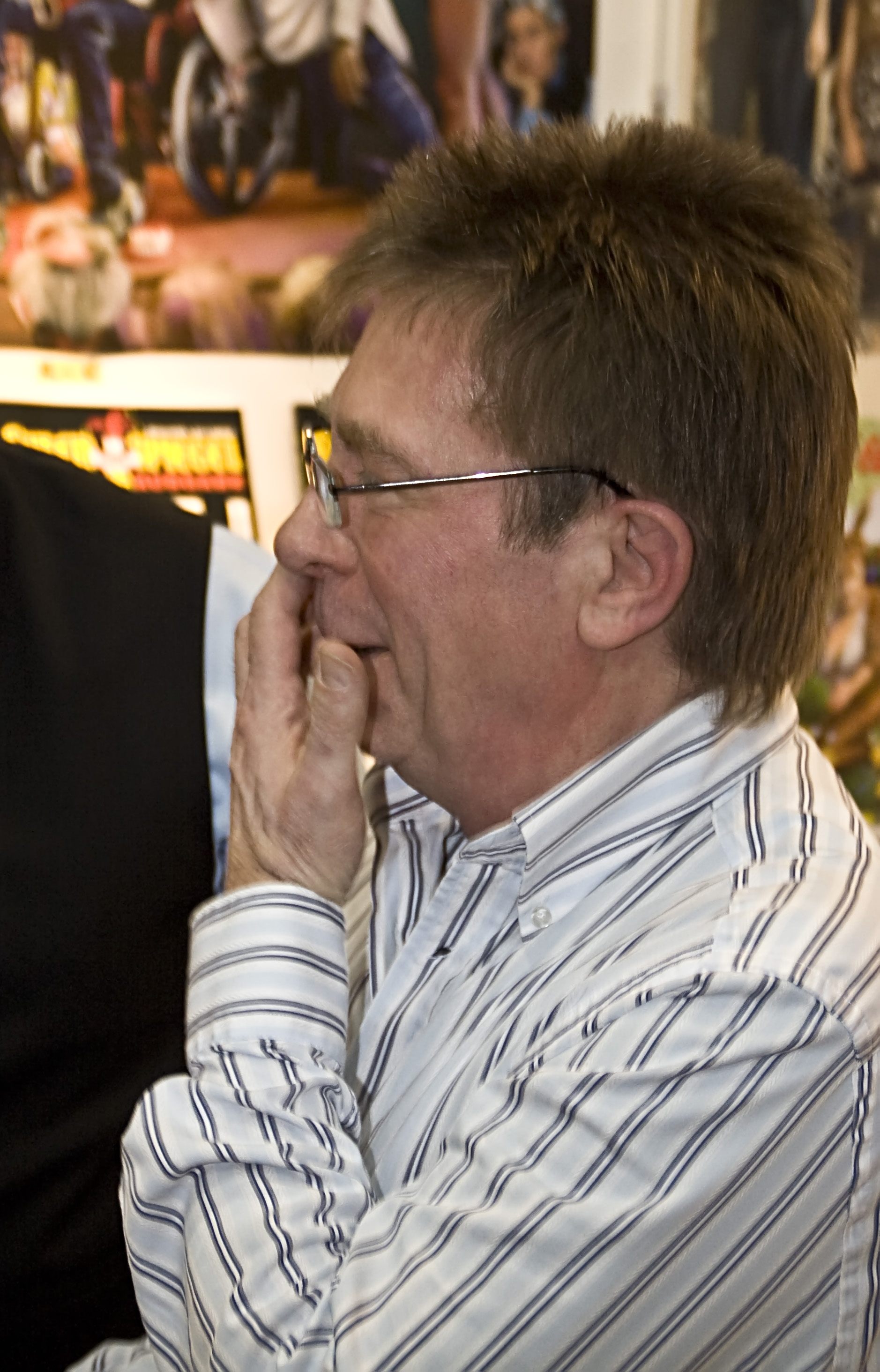
Arno Funke 2009-ben

A Karstadt vezetése nyomást gyakorolt a rendőrségre, hogy a következő pénzátadást valódi pénzzel bonyolítsák le. Ez alkalommal Dagobert is különlegességgel készült. A rendőröket egy elhagyott rendezőpályaudvarra „invitálta”. Az 1,4 millió márkát egy, az egyik sínszálon parkoló kis játékszerűségbe kellett belerakniuk. Miután végeztek, a minijármű, láthatóan távirányítással vezérelve, a sínszálon futva eltűnt előlük a sötétben. Dagobertnek ezúttal meggyűlt a baja a technikával (is). 32 méterre a rejtekhelyétől vonata kisiklott.
A zsarolónak az öt évvel korábbi félmilliójából ekkor már egy pfennig sem maradt, szociális segélyből és kölcsönökből élt, hasonló módon, mint hat éve, adóssághegyeket görgetett maga előtt. Mindenképpen kellett neki a Karstadttól kizsarolt pénz, de semmiképpen sem gyilkosságokon keresztül.

## Végjáték
1994. április 20-án Dagobert ismét hívta a rendőröket, hogy újabb átadást beszéljen meg velük. Egy rendőri egység rögtön a beazonosított utcai telefonhoz hajtott, és annak közelében egy parkoló kis fehér autóban egy meglehetősen gondterheltek és zavartnak tűnő vezetőre figyeltek fel. A rendszám alapján azonosították, hogy ez egy bérautó, melynek a meghosszabbított bérlési ideje egybeesett a következő hívás várható időpontjával. A hívás napján már a rendőrség minden adatott összegyűjtött a feltételezett tettesről, Arno Martin Franz Funke-ről. Követték a napját, amint fiát elvitte az óvodába, majd onnan továbbhajtott egy telefonhoz. 10.15 -kor csöngött ki a telefon a Karstadtnál, a hívó Dagobertként mutatkozott be, de közlendőjét félbeszakította a rendőrségi rajtaütés, és a csuklóján kattanó bilincs.

## Az ítélet
Dagobertet, alias Arno Funke-t rablásért és zsarolásért 9 és fél évre ítélték, de jó magaviseletéért 6 év után szabadlábra helyezték. Ez idő alatt felesége elhagyta, ő pedig még a rácsok mögött egy szatirikus újságnak, a berlini Eulenspiegelnek kezdett el dolgozni karikaturistaként, ahol máig is publikál. Depresszióját még fogvatartása idején felismerték és eredményesen kezelték.